# Rawka (Skierniewice)

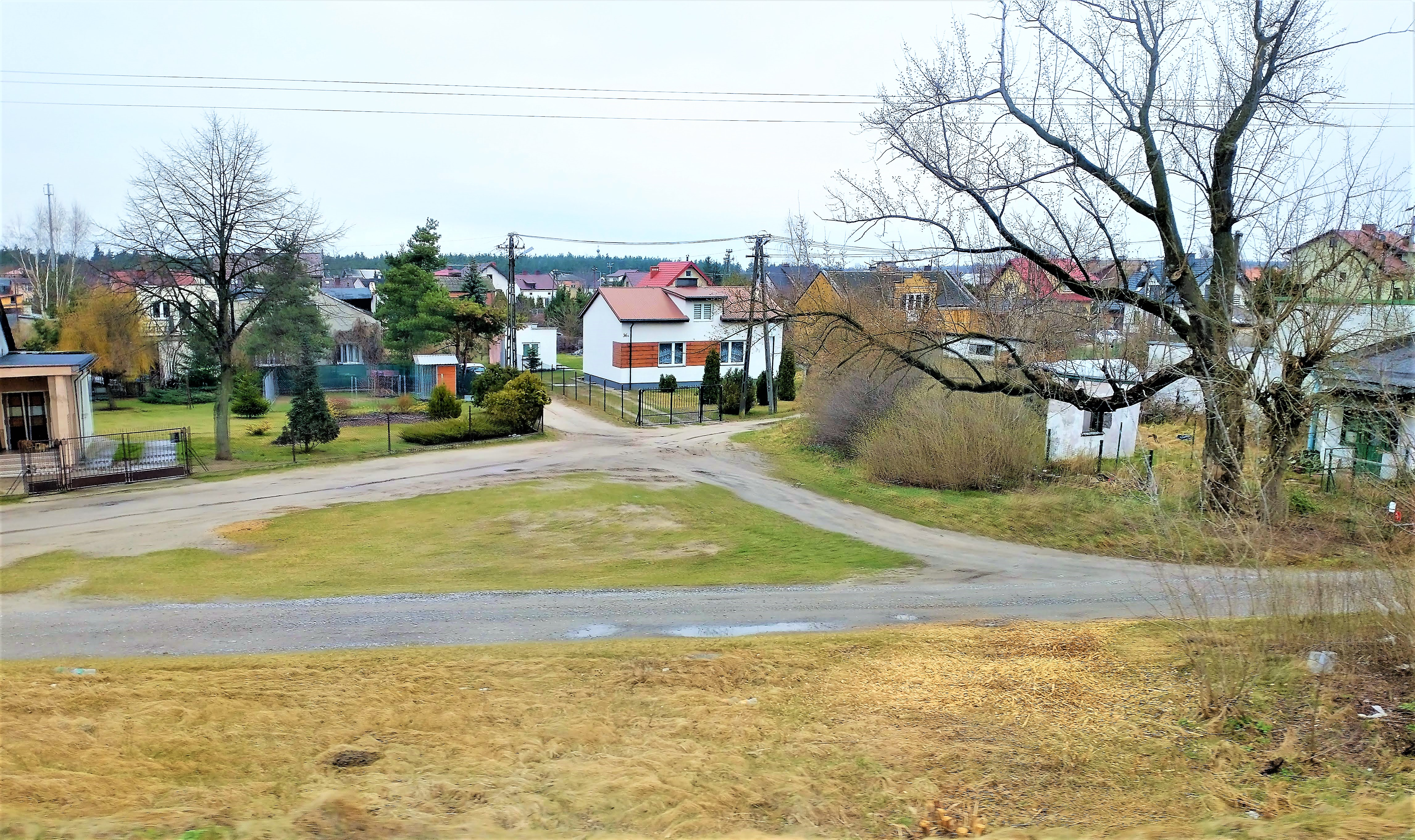
Część zabudowy Rawki

Rawka – dzielnica Skierniewic powstała w latach 80. XX w. z włączenia wsi Grabina oraz części wsi Ruda oraz Miedniewice, w skład tego miasta. Osada ta liczy ok. 4500 mieszkańców; leży ona nad rzeką Rawką (stąd nazwa).

## Położenie i charakterystyka
Dzielnica jest oddalona od właściwego miasta o ok. 5 km koleją oraz ok. 8 km drogą – przejazd samochodem z centrum na Rawkę bez przekraczania granic miasta możliwy jest tylko jedną drogą, pozostałe trasy wykraczają poza granice miasta i prowadzą przez okoliczne wsie Miedniewice lub Topolę Miedniewicką. Osiedle jest geograficznie odcięte od reszty Skierniewic: wzdłuż drogi łączącej te dwa obszary osadnicze rozciągają się pola uprawne, łąki i lasy. W tej dzielnicy do początku lat 90. XX w. funkcjonowały Skierniewickie Zakłady Urządzeń Odpylających „Rawent” dające zatrudnienie mieszkańcom tutejszego osiedla fabrycznego oraz okolicznych wsi.
Dzielnica stanowi dogodny punkt wyjściowy do Bolimowskiego Parku Krajobrazowego (Rezerwat „Ruda Chlebacz”) czy w dolinę rzeki Rawki.

## Komunikacja
- Na terenie Skierniewice Rawka zlokalizowany jest przystanek kolejowy Skierniewice Rawka, obsługiwany przez spółki Koleje Mazowieckie i Przewozy Regionalne, łączący dzielnicę z centrum Skierniewic oraz innymi miastami: Żyrardowem, Grodziskiem Mazowieckim, Pruszkowem, Warszawą, Otwockiem.
- Rawka posiada połączenie z centrum miasta dwiema liniami autobusowymi o numerach 5 i 10 Miejskich Zakładów Komunikacyjnych w Skierniewicach.

### Drogi
- Ulica Warszawska stanowi lokalną drogę w kierunku Bartnik[1].
- Ulica ppłk. Romualda Sulińskiego stanowi lokalną drogę w kierunku Samic.
- Ulica Fabryczna stanowi lokalną drogę w kierunku centrum miasta oraz Sochaczewa.
- Ulica Bohaterów Westerplatte stanowi lokalną drogę w kierunku Miedniewic i Topoli Miedniewickiej stanowiącej jedną z podstawowych połączeń osiedla z centrum miasta.

## Edukacja
Na osiedlu znajduje się przedszkole, szkoła podstawowa, zespół szkół ponadgimnazjalnych.

## Kościoły
W dzielnicy Rawka przy ul. M. Kolbego znajduje się kościół parafialny pod wezwaniem św. Józefa Oblubieńca NMP należący do diecezji łowickiej.

## Cmentarze

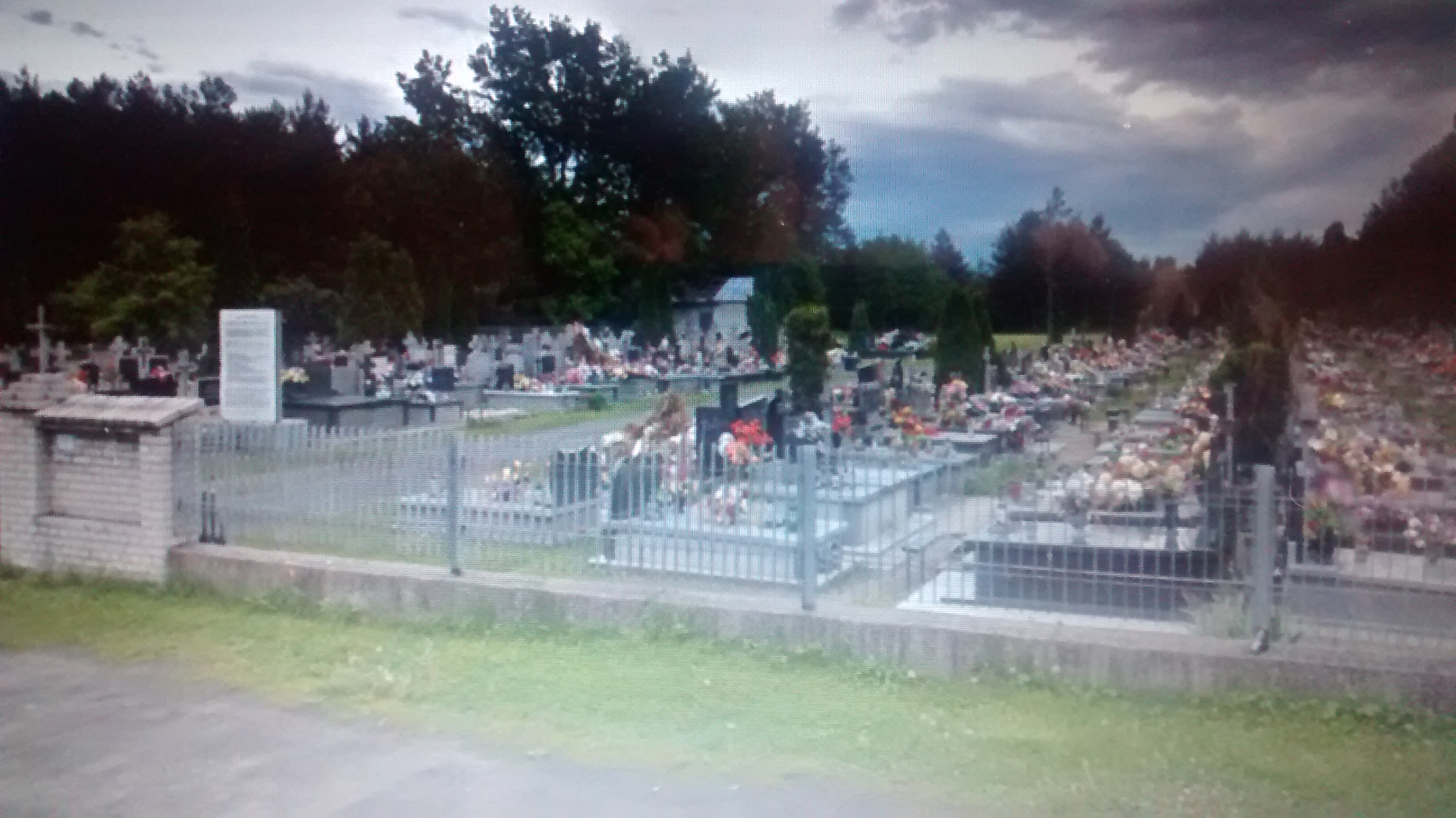
Cmentarz Rawka

W dzielnicy znajduje się jedyny Cmentarz Skierniewice – Rawka położony w kompleksie leśnym.

## Turystyka i rekreacja
Osiedle położone jest przy rzece Rawce stanowiącej szlak kajakowy. Organizowane są na niej spływy kajakowe, ponadto rzeka była i jest kąpieliskiem dla mieszkańców Skierniewic. Na osiedlu działają również ośrodki rekreacyjne. Do centrum Skierniewic, jak i do pobliskich miejscowości prowadzą szlaki turystyczne piesze i rowerowe.

## Sport

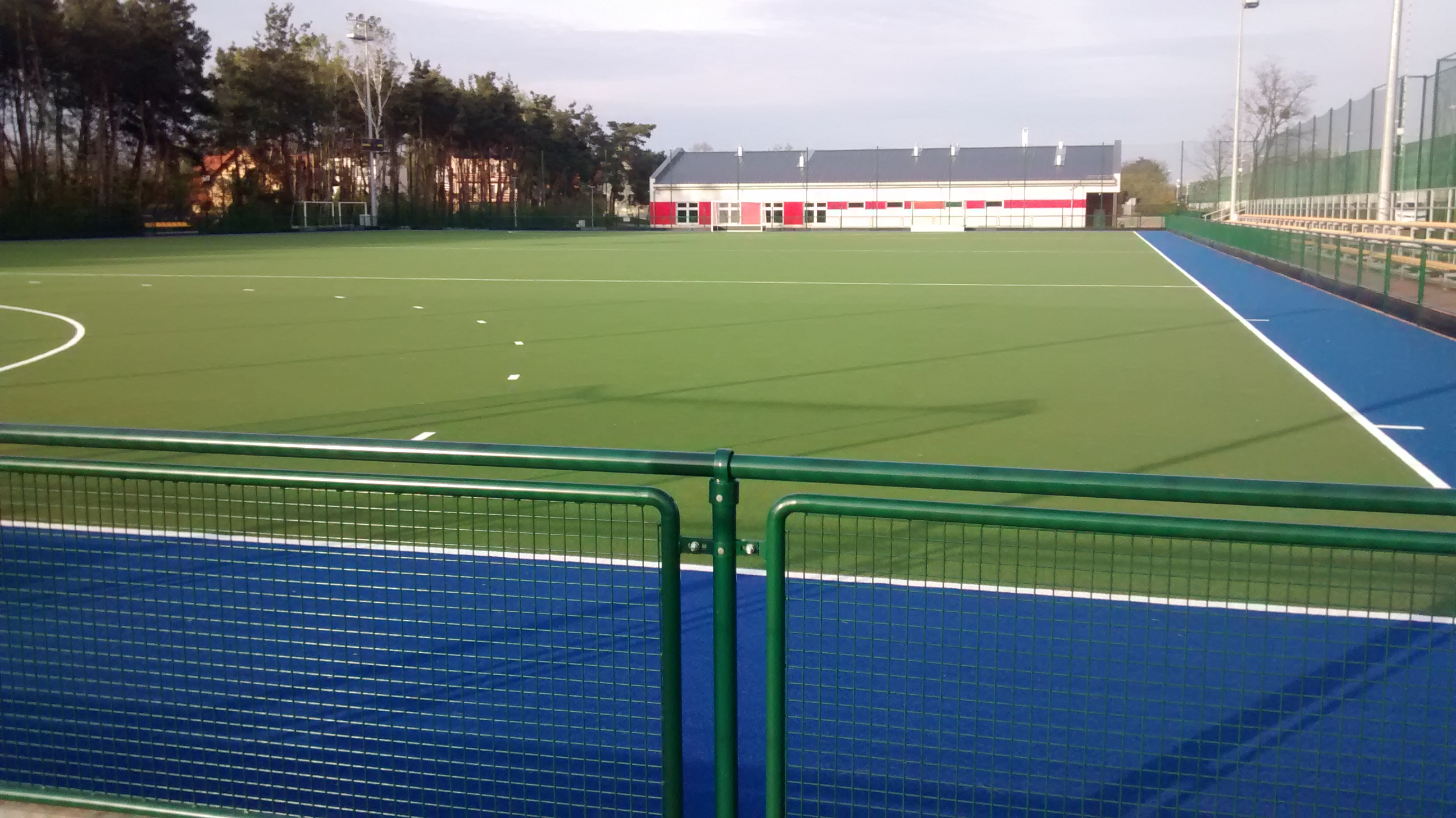
Stadion hokeja na trawie w Skierniewicach

W dzielnicy Skierniewice Rawka znajduje się stadion do gry w hokeja na trawie.

## Folklor
W okolicach Rawki, w podaniach ludowych, znany był diabeł o imieniu Rawski.